# 朝葉琴乃
朝叶琴乃（日语：／，10月3日—），寶塚歌劇團花組娘役，暱稱、，出身於東京都目黑區，曾就讀於八雲學園高等學校，身高163公分。

## 簡介
- 2017年，進入寶塚歌劇團，103期生[2][3]，同期生有夢白あや(現雪組主演娘役)、希波らいと(現花組男役)、亞音有星(現宙組男役)。初次登台表演是雪組公演『幕末太陽傳』『Dramatic 「S」!』[4]，之後被分到花組。
- 2022年，和美羽愛共同擔任寶塚Bow Hall公演『殉情(改編谷崎潤一郎原作小說「春琴抄」)』女主角，兩人輪流飾演春琴[5][6][7]。
- 2023年，擔任『鴛鴦歌合戰』新人公演女主角[8][9]。

## 寶塚歌劇團時期

### 初舞台
- 2017年4-5月 寶塚大劇場 雪組公演『幕末太陽傳（ばくまつたいようでん）』『Dramatic “S”!』[10]

### 花組時期
- 2017年10月 梅田藝術劇場、日本青年館 『はいからさんが通る(窈窕淑女)』[11]
- 2018年1-3月 『ポーの一族(波族傳奇，改編萩尾望都原作同名漫畫)』 新人公演 飾演:メアリー(瑪格麗特‧海森)(正式公演:華雅りりか)[12]
- 2018年5月 寶塚Bow Hall 『Senhor CRUZEIRO（セニョール クルゼイロ）!(克魯賽羅先生)』飾演:リタ(麗塔)[13]
- 2018年7-10月『MESSIAH（メサイア）-異聞・天草四郎-(彌賽亞−異聞‧天草四郎−)』 新人公演 飾演:萬(正式公演:舞空瞳)『BEAUTIFUL GARDEN-百花繚乱-(BEAUTIFUL GARDEN −百花繚亂−)』[14]
- 2018年11-12月 舞濱圓形劇場 『Delight Holiday』[15]
- 2019年2-4月 『CASANOVA(卡薩諾瓦)』新人公演 飾演:セラフィーナ(賽拉菲娜)(正式公演:華優希)[16]
- 2019年6-7月 TBS赤坂ACT劇場 『花より男子(流星花園)』飾演:松岡優紀[17]
- 2019年6月26日 横浜アリーナ(橫濱體育館)『戀スルARENA』[18]※明日海里奧演唱會
- 2019年8-11月 『A Fairy Tale -青い薔薇の精-(A Fairy Tale －藍玫瑰精靈－)』飾演:グラーテス(格拉特絲) 新人公演 飾演:アウラ(奧拉)(正式公演:更紗那知)『シャルム!(Charme!/魅力)』[19]
- 2019年12月21-22日 梅田藝術劇場 『タカラヅカスペシャル2019－Beautiful Harmony－』(2019年Takarazuka Specical音樂會「美麗和諧」)[20][21]
- 2020年1月 梅田藝術劇場、日本青年館 『マスカレード・ホテル(假面飯店)』飾演:濱島[22]
- 2020年7-11月 『はいからさんが通る(窈窕淑女)』[23]
- 2021年1-2月 寶塚飯店 水美舞斗スペシャルライブ『Aqua Bella!!』(水美舞斗特別現場表演「水藍美人」)[24]
- 2021年4-7月 『アウグストゥス-尊厳ある者-(奧古斯都－神聖至尊－)』『Cool Beast!!』[25]
- 2021年11-12月 寶塚大劇場『元禄バロックロック(元祿巴洛克搖滾)』飾演:ラン(蘭) 新人公演 飾演:アズサ(梓)(正式公演:若草萌香)『The Fascination（ザ ファシネイション）!(魅力)』[26]
- 2022年1-2月 東京寶塚劇場 『元禄バロックロック(元祿巴洛克搖滾)』飾演:ラン(蘭)『The Fascination（ザ ファシネイション）!(魅力)』[26]
- 2022年3-4月 梅田藝術劇場、東京建物 Brillia HALL『冬霞（ふゆがすみ）の巴里(冬日煙霞中的巴黎)』飾演:テレーズ(泰瑞莎)[27]
- 2022年6-7月 寶塚大劇場『巡礼の年〜リスト・フェレンツ、魂の彷徨〜(巡禮之年～李斯特・弗朗茨，徘徊的靈魂～)』新人公演 飾演:ル・ヴァイエ侯爵夫人(勒・維耶侯爵夫人)(正式公演:美風舞良)『Fashionable Empire(時尚帝國)』[28]
- 2022年10月 寶塚Bow Hall 『殉情（じゅんじょう）(改編谷崎潤一郎原作小說「春琴抄」)』飾演:春琴[29][30][31][32][33]＊擔任寶塚Bow Hall公演雙女主之一
- 2023年1月 寶塚大劇場 『うたかたの戀(泡沫之戀/梅耶林，改編Claude Anet原作小說「Mayerling」)』飾演:ラリッシュ伯爵夫人(拉里施伯爵夫人)『ENCHANTEMENT（アンシャントマン）-華麗なる香水（パルファン）-(ENCHANTEMENT─華麗的香水─)』[34]
- 2023年2-3月 東京寶塚劇場 『うたかたの戀(泡沫之戀/梅耶林，改編Claude Anet原作小說「Mayerling」)』飾演:ラリッシュ伯爵夫人(拉里施伯爵夫人) 新人公演 飾演:エリザベート(伊莉莎白皇后)(正式公演:華雅りりか)『ENCHANTEMENT（アンシャントマン）-華麗なる香水（パルファン）-(ENCHANTEMENT─華麗的香水─)』[34]
- 2023年4-5月 梅田藝術劇場、東京建物 Brillia HALL 『二人だけの戦場(只有兩個人的戰場)』飾演:エルサ(艾莎)[35][36]
- 2023年7-10月 『鴛鴦歌合戰』飾演:玉織姫/七緒 新人公演 飾演:阿春(正式公演:星風圓)『GRAND MIRAGE!』[37][38][39][40][41]＊第一次擔任新人公演女主角，以及每日謝幕領唱的歌姬(エトワール)
- 2024年2-5月 『アルカンシェル～パリに架かる虹～(Arc-en-ciel～巴黎上空的彩虹～)』飾演:ジャンヌ(珍妮)[42]
- 2024年7月22-23日 オークラ東京(大倉東京酒店) 『宝塚巴里祭2024』(寶塚巴黎祭2024)
- 2024年9月-2025年1月 『エンジェリックライ(天使的謊言)』飾演:ヴィータ(薇塔)『Jubilee(禧年/紀念慶典)』
- 2025年3月 博多座『マジシャンの憂鬱(魔術師的憂鬱)』飾演:ギゼラ(吉賽拉)『Jubilee(禧年/紀念慶典)』
- 2025年6-9月 『悪魔城ドラキュラ(Castlevania 惡魔城～月下覺醒～，改編電玩遊戲恶魔城系列)』飾演:リサ・ツェペシュ(莉莎・穿刺者)『愛, Love Revue！』
- 2025年11-12月 梅田藝術劇場、日本青年館『DEAN(迪恩)』

## 外部連結
- 寶塚官網朝叶琴乃的簡介 （页面存档备份，存于）
- 寶塚天空舞台網站『鴛鴦歌合戦』新人公演主演訪談簡介 （页面存档备份，存于）